# Štefánka

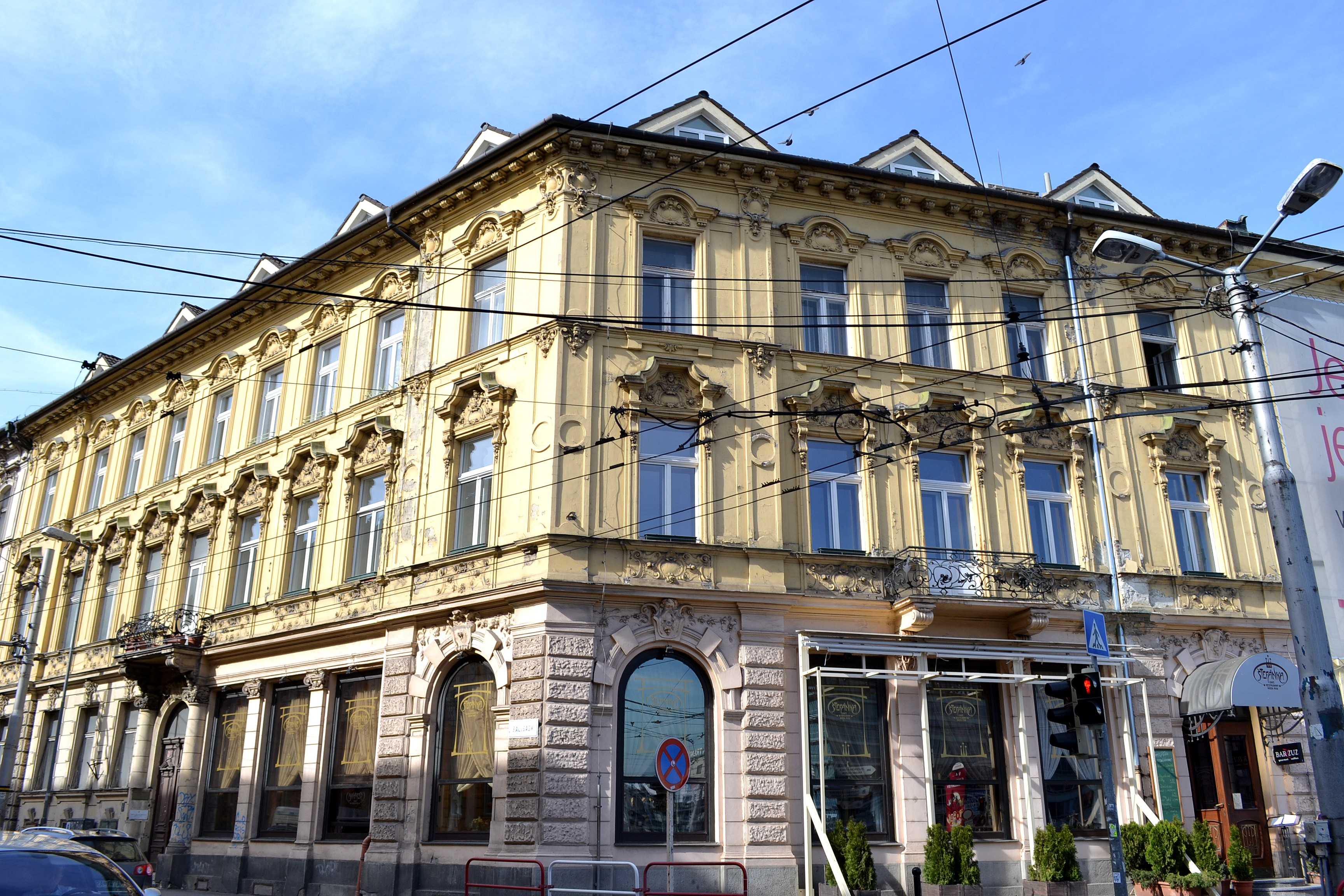
Dům na ul. Palisády č. 59. Nároží přízemí domu zabírá kavárna Štefánka

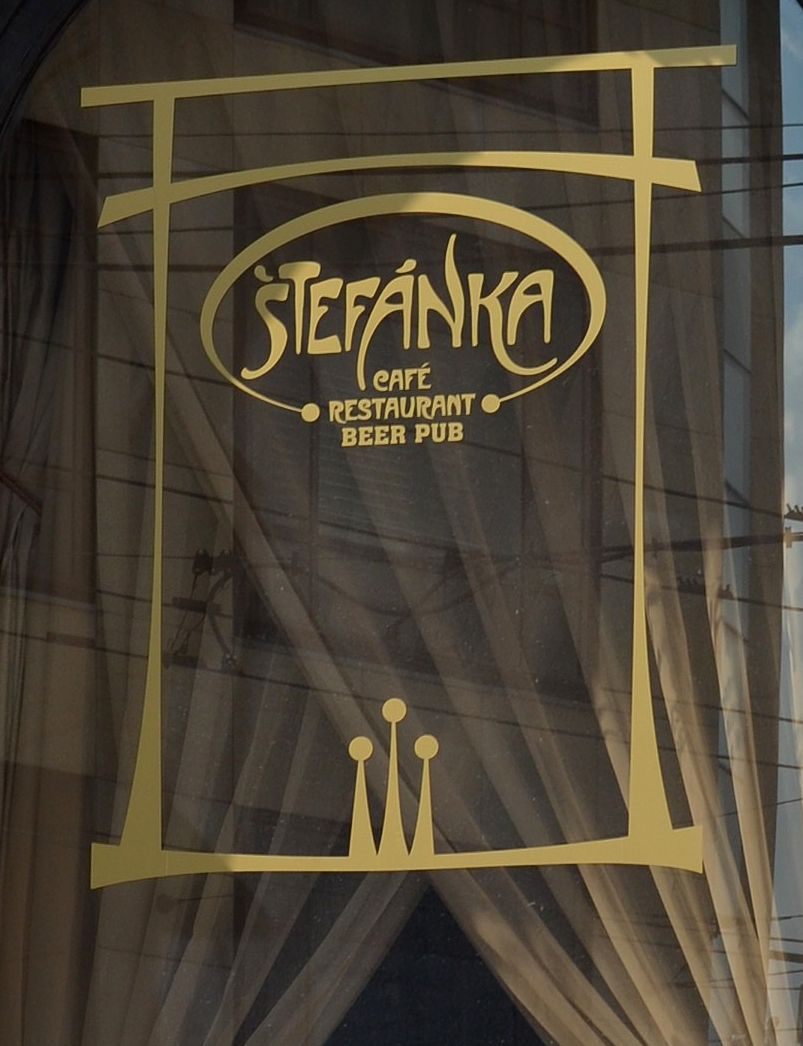
Logo kavárny na okně

Štefánka je název jedné z nejznámějších bratislavských kaváren, proslulé svou historií i úrovní poskytovaných služeb. S malou přestávkou se od roku 1904 nachází dodnes v přízemí domu na nároží ulice Palisády (č. 59) a Štefánikovy ulice.

## Tradice pohostinství v Bratislavě
Prešporok od nepaměti patřil k městům s tradicí v poskytování pohostinských služeb. Předurčovala ho k tomu zejména výhodná poloha; setkávaly se zde obchodní cesty a absorbovaly se zde kulturní podněty a tradice východu a západu. Široká škála hospod, vináren a kaváren dotvářela společenský kolorit města.
Kavárny, konkurenti populárních vináren, se v Prešpurku objevily v první polovině 18. století. Už brzy se staly mimořádně oblíbenými pohostinskými zařízeními. Nabízely především kávu, ale i jiné nápoje. Život v nich plynul svým tempem. Příjemným zpestřením bylo hraní různých společenských her, především šachu, kulečníku či karet. Ke koloritu kaváren patřila možnost přečíst si čerstvé noviny - místní, ale i např. vídeňské.
Z několika bratislavských kaváren (podle údaje uveřejněného v Pressburger Wegweiser např. V roce 1895 fungovalo v Bratislavě sedmnáct kaváren) nesmazatelnou stopu v její historii zanechala především kavárna, která vznikla na konci 19. století na místě, kde se ještě krátce předtím rozprostíraly zahrady a vinice táhnoucí se až do podhůří malokarpatských vrchů.

## Kavárna Mezey
Na křižovatce ulic Palisády (Pallisadenweg) a Hodžova náměstí (Kohlmarket, tj. Uhelný trh) začínala tehdejší Štefániina ulice (Stephaniestrasse, Stefánia út). Na konci 19. století, v roce 1897, zde podle projektu významného bratislavského architekta a stavitele Alexandra Feiglera postavili činžovní dvoupatrový dům. Majitelkou nově vzniklé budovy byla Rosa Fleischmannová, která přízemí domu pronajala kavárníkovi Mezeyovi. Ten zde zřídil kavárnu s jednoduchým názvem Mezey. Podnik, jehož poloha předurčovala jeho prosperitu, se brzy stal velmi oblíbeným a vyhledávaným. Rostoucí popularita kavárny neušla pozornosti ani místním novinám. Pressburger Zeitung ve vydání ze dne 3. července 1900 zveřejnily poměrně krátkou, ale velmi výstižnou zprávu:
| „ | Majitel je schopný obchodník. Nestará se jen o prvotřídní obsluhu hostů, ale snaží se vytvořit i co nejpříjemnější atmosféru v moderním interiéru. Kavárník Mezey dal nedávno renovovat celou kavárnu včetně kryté verandy. Vnitřek dekorují nádherná zrcadla, tapety, parkety a pěkný nábytek. Elegance jí zařazuje mezi špičkové kavárny Prešpurku. | “ |

## Začátky kavárny Štefánia
V nájmu původního majitele však kavárna byla pouze do roku 1904. V tomto roce se novým nájemníkem a majitelem kavárny stal Béla I. (Vojtech Adalbert) Hackenberger (1879 - 1957). Stal se zakladatelem dynastie, která svůj podnik provozovala až do roku 1945.

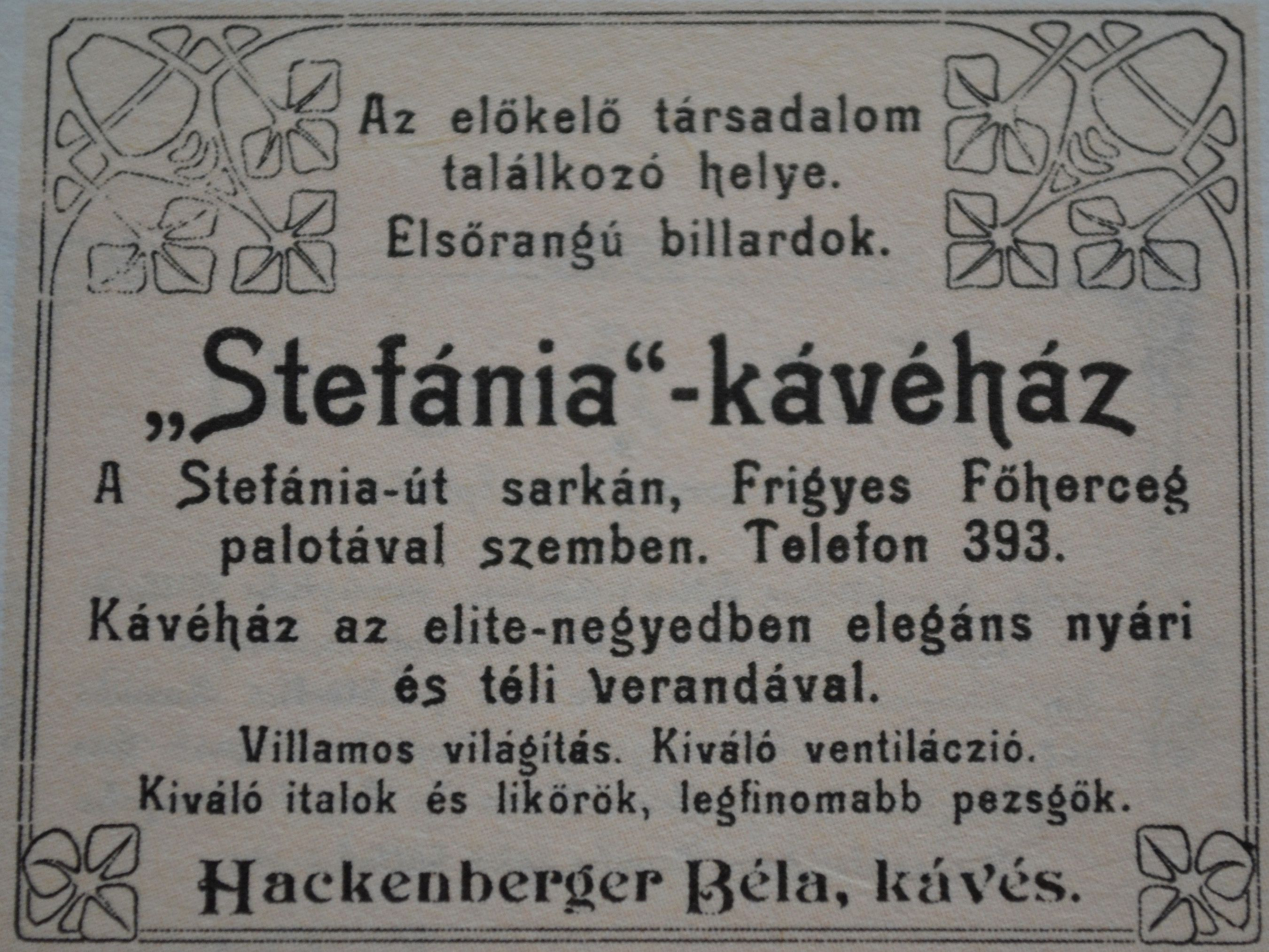
Reklama kavárny v dobových novinách

Podle dobových svědectví i podle mínění současníků Béla I. Hackenberger byl člověk moudrý, přátelský a velmi pracovitý. Spokojenost hostů pro něj byla prvořadá a k tomu vedl i personál svého malého kavárenského impéria. Vdechl svému podniku ducha nejlepších tradic pohostinnosti a kultivovanosti. Svým zjevem, vždy perfektně upraveným zevnějškem a osobním šarmem dodával kavárně punc solidnosti a oblíbenosti čím pozvedl svůj podnik na přední místo v žebříčku bratislavských pohostinských zařízení.
Prvním krokem nového majitele bylo přejmenování kavárny. Není známo, zda prvotní inspirací byl název ulice, nebo samotná osoba, po které ulice nesla své jméno. Zřejmě padlo rozhodnutí kavárnu pojmenovat po Stefanii (v té době již Lónayové), vdově po následníkovi rakousko-uherského trůnu Rudolfovi. Majitel osobně požádal Stefanii o souhlas, aby mohla kavárna nést její jméno.
Nově vzniklá Café Štefánia (Stéphanie, Stefánia kávéház) se již v začátcích svého působení zařadila na přední místo v žebříčku bratislavských podniků podobného zaměření. Na dlouhá léta se stala doslova kultovním místem setkávání bratislavské bohémy, umělců, spisovatelů, lékařů, právníků ale i továrníků, úředníků, flamendrů a studentů.
Kavárna Štefánka měla svůj pravidelný denní režim. Otevírala o šesté ráno a zavírací hodina se někdy posunula až do pozdních nočních hodin. Kromě kávy, pečlivě vybírané, nabízeli hostům víno, čerstvé pečivo, ale i hotová teplá a studená jídla, zákusky, zmrzlinu a nápoje.
Kavárna fungovala nepřetržitě další roky a jejímu geniu loci neuškodil ani zánik monarchie či vznik Československé republiky. Po roce 1918 už nesla změněné jméno - Štefánka.

## Éra Bély II. Hackenbergera
Nový impuls rozvoje podniku dal Bélův syn, Béla II. Hackenberger (1908 - 2000). V roce 1931 převzal zaběhlý a prosperující podnik od svého otce. V roce 1935 v duchu tehdejších módních a technických trendů přistoupil k jeho modernizaci. V první řadě dal vyměnit staré a podle něj nevhodné vybavení kavárny. Podle návrhů jistého mnichovského architekta ho vyrobila firma Müller, která sídlila na dnešní Obchodní ulici. Na uvedené vzpomíná Béla Hackenberger takto:
| „ | Původní stoly byly docela jednoduché, potom je nahradily mramorové stoly, židle byly primitivní, hlavně jejich čalounění. Velmi špatné bylo i osvětlení, které bylo potřeba vyměnit. Celé zařízení bylo vůbec velmi zastaralé a proto jsme měli velké těžkosti s udržením a získáváním zákazníků. | “ |

A ve svých vzpomínkách pokračuje vyprávěním, jak byl na tyto náročné úkoly připraven:
| „ | Učil jsem se v Budapešti v hotelu Dunapalota, který se původně jmenoval Ritz. Jsem vyučený číšník, pracoval jsem tam jako kuchař v kuchyni, v posledních měsících jsem dělal sekretáře řediteli. Byl jsem i ve Švýcarsku a Anglii. Prošel jsem vším, co je v našem řemeslu potřeba. A v roce 1932 po skončení vojenské služby, jsem se vrátil do Bratislavy a dostal jsem koncesi. Tato výčepní koncese se tehdy vázala na aktivní znalost, na vyučení se v té profesi. Člověk musel být odborník. Neodborník výčepní koncesi nedostal. | “ |

Specifickou kapitolou života kaváren byla hudba, která se v nich nabízela. Její úroveň závisela mimo jiné i na primáších. Nejznámější primáši byli slavní a vyhledávaní. Slávu Štefánky šířila zejména "dobrá cikánská hudba". K jedním z nejpopulárnějších primašům patřil Monti Béla Farkaš, který působil i ve Štefánce. Výjimečnost jeho umění ocenil i spisovatel Tido J. Gašpar, častý host Štefánky, když na jeho počest složil báseň:
| „ | V Štefánii každý večer Béla Farkaš vyhráva. Počúvam ho, počúvam ho neraz veru do rána. Usmieva sa, ukláňa sa, rozkošné hrá piesne. Bože dobrý, zase svitá a ja sa bavím ešte. | “ |

Po nejúspěšnějších letech kavárny - třicátých a čtyřicátých 20. století - se nad prosperujícím podnikem začaly stahovat mraky. Po osvobození Bratislavy, 4. dubna 1945, byla kavárna zkonfiskována a byla na ní uvalena nucená správa. Celá rodina majitele byla zadržena a deportována do sběrného tábora v Petržalce, odkud se Béla Hackenberger zásluhou jistého britského důstojníka dostal do Vídně, kde získal zaměstnání ve zdejším hotelu. Po uvolnění napětí se vrátil do Bratislavy.

## Štefánka v současnosti
Přesto, že kavárna nadále fungovala, její kouzlo se s odchodem původních majitelů vytratilo. V roce 1983 kavárna prošla rekonstrukcí, jejímž výsledkem však byly ne právě citlivé zásahy do jejích prostor, či exteriéru (rekonstrukci např. padla za oběť krytá veranda před vchodem).
V devadesátých letech, kdy vyhlášený podnik degradoval na čínskou restauraci se zdálo, že sláva Štefánky je nenávratně pryč. Naštěstí se jí ujala firma Stefania ST, která po roce 2004 začala s rozsáhlou rekonstrukcí. Jejím cílem bylo vrátit kavárně podobu jakou měla na počátku 20. století. Vzhledem k tomu, že kavárna sídlí v nemovitosti vyhlášené za národní kulturní památku, na průběh rekonstrukce museli dohlížet památkáři. Interiér se postupně zaplnil textilními tapetami, historickými lustry a drapériemi. Do jejích interiérů byly umístěny originální obrazy a staré historické fotografie. Po přechodném období, ve kterém byla kavárna určena pouze pro uzavřenou společnost, se v roce 2011 otevřela pro všechny zákazníky.

## Nejznámější návštěvníci Štefánky
Přesto, že kavárna Štefánka byla od dob svého zrodu oblíbeným místem setkávání se lidí různého společenského postavení, přece její nejpočetnější klientelu představovali lidé z uměleckých kruhů. Ti vnášeli do kavárny atmosféru bohémy, ale i nevázanosti a ozvláštňovali ji osobním kouzlem. Spisovatelé a básníci Pavol Horov, Ján Smrek, Jožo Nižnánsky, Emil Lukáč, Štefan Žáry, Ľudo Ondrejov, Ľubomír Feldek, spisovatel a novinář Emo Bohúň patřili k nejprominentnějším hostům.